# Chang Bingyu
Chang Bingyu (n. 8 de agosto de 2002) es un jugador de snooker chino.

## Biografía
Nació en China en 2002. Es jugador profesional de snooker desde 2019. No se ha proclamado campeón de ningún torneo de ranking, y su mayor logro hasta la fecha fue alcanzar los dieciseisavos de final en tres ocasiones. Tampoco ha logrado hilar ninguna tacada máxima, y la más alta de su carrera está en 139.
En diciembre de 2022, la World Professional Billiards and Snooker Association lo suspendió y lo expulsó temporalmente del circuito profesional al ser objeto de interés de una investigación por amaño de partidos en la que estaban involucrados varios jugadores chinos.